# Гожиці (Тарнобжезький повіт)
Гожиці (пол. Gorzyce) — село в Польщі, у гміні Гожице Тарнобжезького повіту Підкарпатського воєводства.
Населення — 7116 осіб (2011).
У 1975-1998 роках село належало до Тарнобжезького воєводства.

## Демографія
Демографічна структура станом на 31 березня 2011 року:
|          | Загалом | Допрацездатний вік | Працездатний вік | Постпрацездатний вік |
| -------- | ------- | ------------------ | ---------------- | -------------------- |
| Чоловіки | 3542    | 695                | 2645             | 202                  |
| Жінки    | 3574    | 617                | 2454             | 503                  |
| Разом    | 7116    | 1312               | 5099             | 705                  |